# This Is Not The Album
| This Is Not the Album                                                       | This Is Not the Album                    |                  |
| --------------------------------------------------------------------------- | ---------------------------------------- | ---------------- |
|                                                                             |                                          |                  |
| Mixtape by Austin Mahone                                                    |                                          |                  |
| Fecha de Lanzamiento                                                        | 17 de diciembre de 2015                  |                  |
| Año                                                                         | 2015                                     |                  |
| Estudio                                                                     | Studio America (Los Ángeles, California) |                  |
| Género                                                                      | - R&B - pop - hip hop                    |                  |
| Duración                                                                    | 1:08:33                                  |                  |
| Discográfica                                                                | - Cash Money - Republic - Chase          |                  |
| Cronología de Austin Mahone                                                 |                                          |                  |
| \| The Secret (2014) \| This Is Not The Album (2015) \| ForMe+You (2016) \| |                                          |                  |
| The Secret (2014)                                                           | This Is Not The Album (2015)             | ForMe+You (2016) |

This Is Not The Album es el primer mixtape del cantante estadounidense Austin Mahone. Fue lanzado comercialmente por primera vez el 17 de diciembre de 2015, por Cash Money Records y Republic Records . Este mixtape siguió el lanzamiento de su segundo EP , The Secret (2014).

## Lista de canciones
| No.             | Título                                       | Duración |
| --------------- | -------------------------------------------- | -------- |
| 1.              | "Put It on Me" (featuring Sage the Gemini)   | 3:09     |
| 2.              | "Same Girl" (featuring Kalin and Myles)      | 3:16     |
| 3.              | "Brand New"                                  | 3:50     |
| 4.              | "Do It Right" (featuring Rob Villa)          | 3:45     |
| 5.              | "Rollin'" (featuring Becky G)                | 4:00     |
| 6.              | "On Your Way" (featuring KYLE)               | 4:06     |
| 7.              | "Caught Up"                                  | 3:16     |
| 8.              | "Something So Real"                          | 3:27     |
| 9.              | "Love You Anyways" (featuring Rob Villa)     | 3:31     |
| 10.             | "Red Lights (Remix)" (featuring Chris Brown) | 4:01     |
| 11.             | "What It Do"                                 | 3:35     |
| 12.             | "Deep End"                                   | 3:49     |
| 13.             | "Hate to Let You Go"                         | 3:35     |
| 14.             | "Apology"                                    | 3:11     |
| 15.             | "Who's Gonna Love You Now"                   | 1:35     |
| 16.             | "Hold It Against Me"                         | 3:53     |
| 17.             | "If I Ain't Got You" (featuring Kyle Dion)   | 3:24     |
| 18.             | "Not Far"                                    | 4:57     |
| 19.             | "Dirty Work (Remix)" (featuring T-Pain)      | 4:05     |
| Duración Total: | Duración Total:                              | 68:33    |

## Anexos
- Discografía de Austin Mahone